# 勒布本山
47°05′52″N 12°24′39″E / 47.097743°N 12.410735°E

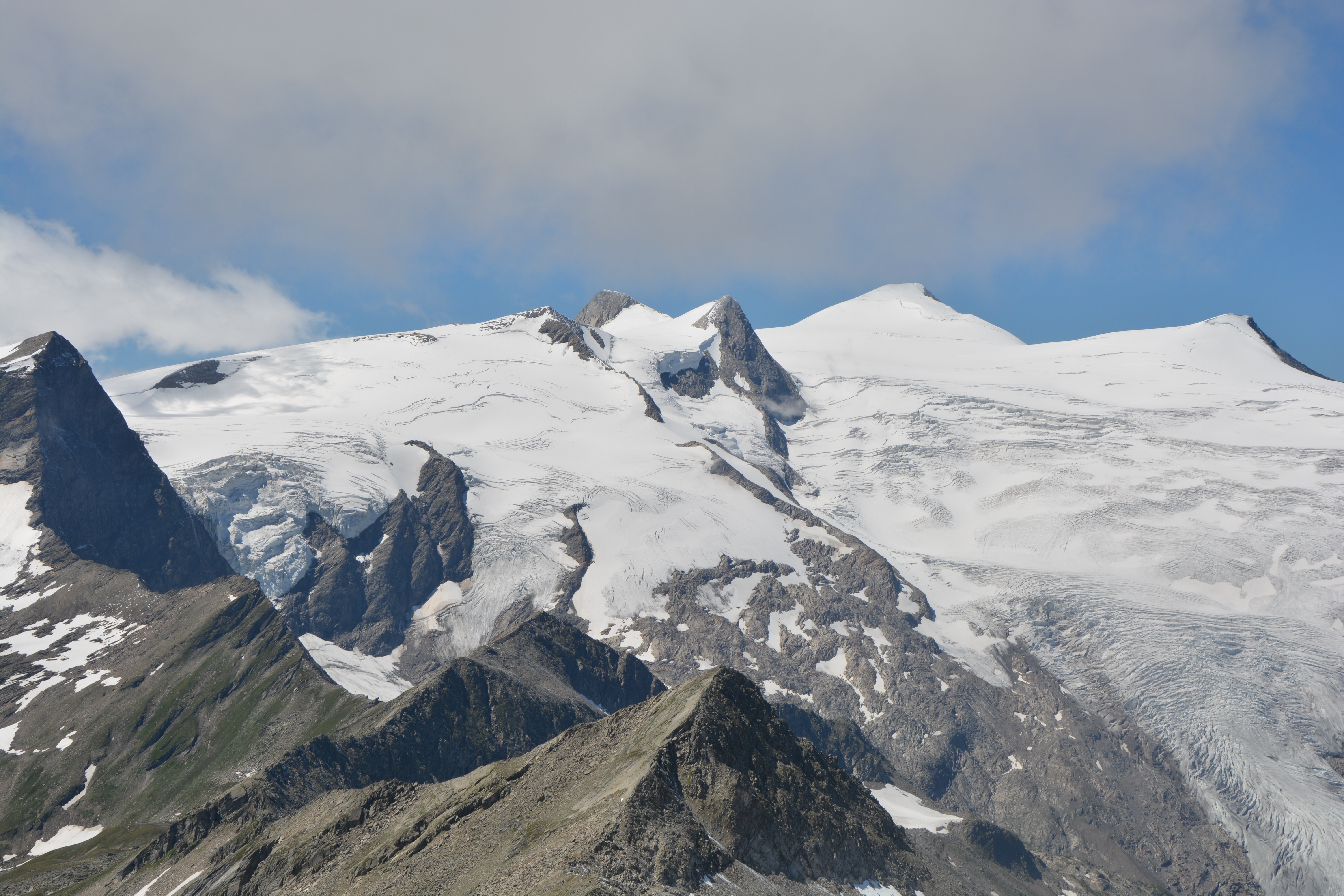

勒布本山（德語：Löbbenkopf），是奧地利的山峰，位於該國西部，由蒂羅爾州負責管轄，屬於維內迪傑山脈的一部分，海拔高度2,917米，每年平均降雨量1,971毫米。